# Mumuye (langue)
Pour les articles homonymes, voir Mumuye.
Le mumuye est une langue adamawa parlée au Nigeria par les Mumuye.

## Classification
Le mumuye fait partie de la branche des langues adamaoua-oubanguiennes de la famille nigéro-congolaise.